# Leonor Silveira
 (juin 2021).
Leonor Silveira est une actrice portugaise, née le 28 octobre 1970 à Lisbonne.

## Biographie
Leonor Silveira a joué dans dix-neuf films de Manoel de Oliveira entre 1988 et 2012, son rôle le plus célèbre étant celui d'Ema dans Val Abraham en 1993. Elle a également travaillé trois fois avec João Botelho.
Elle a deux enfants[réf. nécessaire].

## Filmographie
- 1988 : Les Cannibales (Os Canibais) de Manoel de Oliveira : Margarida
- 1990 : Non ou la Vaine Gloire de commander ('Non', ou A Vã Glória de Mandar) de Manoel de Oliveira : Tethys
- 1991 : La Divine Comédie (A Divina Comédia) de Manoel de Oliveira : Eva
- 1992 : Das Tripas Coração de Joaquim Pinto : Leonor
- 1992 : Retrato de Família de Luís Galvão Teles : Amazona
- 1992 : No Dia dos Meus Anos de João Botelho : La femme du pilote
- 1993 : Val Abraham (Vale Abraão) de Manoel de Oliveira : Ema Cardeano Paiva
- 1994 : Les Trois Palmiers (Três Palmeiras) de João Botelho : La femme en noir et blanc
- 1995 : Le Couvent (O Convento) de Manoel de Oliveira : Piedade
- 1996 : Party de Manoel de Oliveira : Leonor'
- 1997 : Voyage au début du monde (Viagem ao Princípio do Mundo) de Manoel de Oliveira : Judite
- 1997 : Porto Santo de Vicente Jorge Silva : Fanny
- 1998 : Inquiétude (Inquietude) de Manoel de Oliveira : Suzy
- 1999 : La Lettre de Manoel de Oliveira : La religieuse
- 2000 : Parole et Utopie (Palavra e Utopia) de Manoel de Oliveira : La reine Christina'
- 2001 : Je rentre à la maison de Manoel de Oliveira : Marie
- 2001 : Porto de mon enfance (Porto da Minha Infância) de Manoel de Oliveira : La Vamp
- 2002 : Le Principe de l'incertitude (O Princípio da Incerteza) de Manoel de Oliveira : Vanessa
- 2003 : Un film parlé (Um Filme Falado) de Manoel de Oliveira : Rosa Maria
- 2005 : Le Miroir magique (Espelho Mágico) de Manoel de Oliveira : Alfreda
- 2007 : Christophe Colomb, l'énigme (Cristóvão Colombo - O Enigma) de Manoel de Oliveira : La mère
- 2009 : Singularités d'une jeune fille blonde (Singularidades de uma Rapariga Loura) de Manoel de Oliveira : La femme du train
- 2012 : Gebo et l'Ombre de Manoel de Oliveira : Sofia
- 2018 : Raiva de Sérgio Tréfaut : Júlia
- 2021 : Glória (série télévisée) : Madalena Vidal
- 2023 : Mal Viver et Viver Mal de João Canijo : Elisa

## Distinctions
- Commandeur de l'ordre du Mérite du Portugal
- Elle est membre du jury dans la section compétition internationale au Festival international du film de Locarno 2021[1].